# 暗果春蓼
暗果春蓼（学名：Polygonum persicaria var. opacum）为蓼科蓼属下的一个变种。